# 그루오크 잉겐 베터
그루오크 잉겐 베터(스코틀랜드 게일어: Gruoch ingen Boite, 1020년 이전 ~ 1054년 이후)는 베터 막 키나다의 딸이며, 키나드 3세의 손녀이다. 맥베스의 아내였던 것으로 유명하다. 그녀의 정확한 생몰 시기는 알려져 있지 않다.
그루오크는 1032년 이전에 모레이의 공작 길레 코엠간과 결혼하여 나중에 스코틀랜드의 왕이 되는 룰라크 막 길레 코엠간을 낳았다. 길레 코므간은 1032년 부하 50명과 함께 궁전 안에 갇힌 채 불에 타 죽었다. 이듬해 그루오크의 남자 친척(아마 그녀의 유일한 형제로 추측됨)이 맬컴 2세에게 살해당했다.